# مارکوس لاندیرا
مارکوس لاندیرا (انگلیسی: Marcos Landeira؛ زادهٔ ۲ مهٔ ۱۹۸۷) بازیکن فوتبال اهل اسپانیا است.
از باشگاه‌هایی که در آن بازی کرده‌است می‌توان به باشگاه فوتبال اسپورتینگ خیخون اشاره کرد.